# Corydoras gracilis
Corydoras gracilis är en fiskart som beskrevs av Han Nijssen och Isbrücker, 1976. Corydoras gracilis ingår i släktet Corydoras och familjen Callichthyidae. IUCN kategoriserar arten globalt som livskraftig. Inga underarter finns listade i Catalogue of Life.